# سويراس
بلدية زُهَيْرَة أو (نقحرة سويراس، سويرا) (بالإسبانية: Sueras)‏، هي إحدى بلديات مقاطعة قسطلونة التي تقع في منطقة بلنسية، في شرق إسبانيا. بلغ عدد سكانها 592 نسمة وفقاً لإحصائية سنة (2006).